# Mauritia carana
Espèce
Synonymes
- Orophoma carana (Wallace ex Archer) Spruce ex Drude[1]

Statut de conservation UICN

 CD  : Dépendant de la conservation
(appellation d’avant 2001)
Mauritia carana est une espèce de plantes du genre Mauritia, dans la famille des Arecaceae (les palmiers).